# Stenospermation ancuashii
Stenospermation ancuashii — вид квіткових рослин із родини кліщинцевих (Araceae), роду Stenospermation. Це ліана, рідним ареалом якої є пн. Перу.